# Charopinus dalmanni
Charopinus dalmanni är en kräftdjursart som först beskrevs av Anders Jahan Retzius 1829.  Charopinus dalmanni ingår i släktet Charopinus och familjen Lernaeopodidae. Det är osäkert om arten förekommer i Sverige. Inga underarter finns listade i Catalogue of Life.